# Über sieben Brücken (Musical)
Über sieben Brücken ist ein Musical in zwei Akten, das, auf Musik aus der DDR basierend, eine Liebesgeschichte zur Zeit des Falls der Berliner Mauer erzählt. Die Idee zu diesem Musical hatte Wolfgang Liebisch. Er nahm für das Musical am 10. Dezember 2010 den Kulturpreis der Stadt Stendal entgegen.

## Handlung

### Erster Akt
1989 – ein heißer Sommer. Die Ostseestrände sind überfüllt. Nicole ist Eisverkäuferin, ihr Freund Tommy ist Musiker. Sie denken über eine Flucht in den Westen nach. Micha (aus West-Berlin) und Peter (aus Dresden) wollen sie in den Westen schleusen. Bei Tommy gelingt es, bei Nicole nicht.

### Zweiter Akt
Nicole im Osten Berlins ist einsam, Tommy im Westen Berlins auch. Doch die Bürgerbewegung schafft das Unfassbare, die Mauer fällt und die DDR-Bürger können ihre Freiheit genießen. Alle Deutschen feiern euphorisch, auch Tommy und Nicole sind wiedervereint.

## Hintergrund

### Musik
Das Musical beinhaltet Songs von Karat, Puhdys, Veronika Fischer, Silly, Wolfgang Lippert, Nina Hagen und weiteren DDR-Interpreten und -Komponisten.

### Besetzung
Die Besetzung in Zusammenarbeit mit verschiedenen Vereinen ist eine Besonderheit. Der Cast setzt sich aus Profis sowie Laiendarstellern zusammen. Die Vereine Hansebund-Stendal e. V., Kunstplatte e. V., Offener Kanal Stendal e. V. und der KTSC Treuer Husar Heeren e. V. trugen zur Umsetzung des Bühnenstücks bei.
Besetzung
- Micha – Hardy Lang (2017–2018) / Dirk Soukup (2009–2017)
- Tommy – Thomas B. Franz (2013–2018) / Holger Götzky (2009–2013)
- Nicole – Judith Zürcher / Mirjam Miesterfeldt (alt.)
- Peter – Torsten Ladwig
- Erna/Carola – Julia Lehmann / Mirjam Miesterfeldt (alt.)